# 斯蒂納森鎮區 (明尼蘇達州貝爾特拉米縣)
斯蒂納森鎮區（英語：Steenerson Township）是位於美國明尼蘇達州貝爾特拉米縣的一個行政鎮區。

## 地方資料
斯蒂納森鎮區的面積為94.00平方千米，當中陸地面積為94.00平方千米，而水域面積為0.00平方千米。根據2020年美國人口普查的數據，當地共有人口24人，而人口密度為每平方千米0.26人。